# محمود إسماعيل الشريف
محمود إسماعيل الشريف (1943 - 15 أغسطس 2018) هو أحد قارئ القرآن مصري باتحاد الإذاعة والتلفزيون.

## حياته ونشأته
ولد عام 1943 بقرية الهجارسة، مركز كفر صقر بمحافظة الشرقية شمال شرق مصر. وسافر إسماعيل إلى معظم البلدان العربية والأوروبية ليحيي الليالي الرمضانية بها بتكليف من وزارة الأوقاف المصرية.توفى سنة 2018م